# Germán Riesco Errázuriz

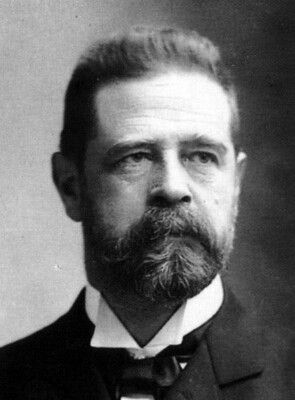
Germán Riesco Errázuriz

Germán Riesco Errázuriz (* 28. Mai 1854 in Rancagua; † 8. Dezember 1916) war von 1901 bis 1906 Präsident von Chile.
Riesco entstammte einer wohlhabenden Kaufmannsfamilie. Sein Onkel Federico Errázuriz Zañartu (der Bruder seiner Mutter) war von 1871 bis 1876 chilenischer Präsident.

## Leben
Nach der Schule studierte Germán Riesco an der Universidad de Chile Rechtswissenschaften und bestand 1875 das Anwaltsexamen. Schon als Student, im Alter von nur siebzehn Jahren, arbeitete er für das Justizministerium. 1880 heiratete er seine Cousine María Errázuriz Echaurren, die Schwester von Federico Errázuriz Echaurren, der von 1896 bis 1901 als chilenischer Präsident amtierte.
Im Justizapparat stieg er rasch auf und arbeitete ab 1891 für das Berufungsgericht von Santiago und ab 1897 als Staatsanwalt für den Obersten Gerichtshof Chiles.
Für die Region Talca saß Riesco ab 1900 im chilenischen Senat. 1901 berief ihn die Alianza Liberal den gemäßigten Liberal-Konservativen zum Präsidentschaftskandidaten, was von der klerikal-konservativen Zeitung „El Porvenir“ als „Anschlag auf die Religion“ angesehen wurde. Der heftig wütende Streit zwischen liberalen und klerikalen Kräften in Chile zur damaligen Zeit lässt sich heute kaum noch nachvollziehen. Allein die Tatsache, dass Riesco von den Liberalen zum Präsidentschaftskandidaten erhoben worden war, genügte, dass der Priester seiner örtlichen Gemeinde dem praktizierenden Katholiken nach der Beichte die Absolution verweigerte.
Bei den Wahlen vom September 1901 erreichte Germán Riesco die klare Mehrheit und wurde zum Präsidenten Chiles gewählt. Das parlamentarische Regierungssystem schwächte die Position des Präsidenten, der sein Kabinett aus Radikalen, Liberalen, Demokraten und Balmacedisten (den Anhängern von José Manuel Balmaceda) auf Geheiß des Parlaments nicht weniger als 17 Mal umstellen musste. Riesco regierte mit wechselnden Mehrheiten der liberalen Alianza Liberal und der konservativ ausgerichteten Coalición.
Der Jurist Riesco richtete das Hauptaugenmerk seiner Politik auf Rechtsreformen. In seiner Amtszeit wurden die Zivil- (1902) und Strafprozessordnungen (1906) Chiles verabschiedet. Außerdem erhielt Santiago ein Abwassersystem, und das Elektrizitätsnetz wurde deutlich erweitert. Ferner erhielt das Bildungssystem wichtige Impulse: Hier wirkte Riesco vor allem auf die Einrichtung weiterführender Schulen (auch für Mädchen) und die Lehrerausbildung.
Seine Finanzpolitik war weniger vorausschauend. Die Regierung Riesco war gezwungen, den Edelmetallanteil der Münzwährung zu verschlechtern und damit den Peso deutlich abzuwerten, was zu einem Anstieg der Inflation in Chile führte. Eine Spekulationswelle durchzog Chile und erschütterte die chilenische Wirtschaft.
Auch die Sozialpolitik stellte die Regierung Riesvo vor eine harte Probe. Mit der Industrialisierung verschärften sich die sozialen Gegensätze. Landarbeiter suchten ihr Glück in den Fabriken und den Salpeterminen, trafen dort aber auf verheerende Arbeits- und Lebensbedingungen. Streiks und Arbeiteraufstände in vielen Branchen waren die Folge und schwächten Chiles ohnehin geringe wirtschaftliche Leistungsfähigkeit in den Jahren 1903 bis 1905 weiter. Die Nöte der Arbeiter stießen bei den führenden Politikern, die fast ausschließlich aus der kleinen Oberschicht des Landes stammten, auf wenig Interesse.
Am 22. Oktober 1905 kam es in Santiago zu allgemeinen Protesten gegen den Anstieg der Fleischpreise, die sogenannte Huelga de la Carne (dt.: Fleisch-Streik). Rindfleisch, Grundbestandteil der chilenischen Küche, war so teuer geworden, dass es für viele Arme gänzlich unerschwinglich war; vom Pazifik aus marschierten immer mehr Menschen demonstrierend Richtung Hauptstadt, bis am Ende etwa dreißigtausend Demonstranten vor den Präsidentenpalast La Moneda zogen. Das Militär antwortete mit Gewalt gegen die Ausschreitungen, am Ende der Semana Roja (dt.: rote Woche) waren über zweihundert Tote zu beklagen.
Im Februar 1906 wiederholten sich in Antofagasta die Ereignisse, als etwa dreitausend Demonstranten die Forderungen der Eisenbahnarbeiter nach höheren Löhnen und besseren Arbeitsbedingungen unterstützten. Wieder schlug das Militär die Proteste gewaltsam nieder. In der anschließenden Debatte im Abgeordnetenhaus wurden 58 Tote erwähnt.
Außenpolitisch konnte die Regierung Riesco dagegen eine Entspannung der Konflikte mit den Nachbarn Chiles erreichen. Zu Beginn der Präsidentschaft von Germán Riesco stand das Land kurz vor einem Krieg mit Argentinien aufgrund der umstrittenen Grenzziehung in Patagonien. Beide Länder hatten bereits ihre Reservisten mobilisiert, aber in zwei Verträgen vom Mai und November 1902 konnten die Streitigkeiten vertraglich beseitigt werden. Mit Bolivien schloss Chile im Oktober 1904 einen Friedens- und Freundschaftsvertrag, das Verhältnis zwischen beiden Staaten blieb dennoch gespannt, und noch heute ist die Landgrenze zu Bolivien an einigen Stellen mit Landminen bestückt. 1906 nahm Chile auch diplomatische Beziehungen zu Peru auf, nachdem die Beziehungen zu beiden Nachbarn in der Folge des Salpeterkriegs und der chilenischen Eroberungen im Norden (Antofagasta und Arica waren wenige Jahre zuvor von Chile annektiert worden) ausgesprochen schlecht gewesen waren.
Während Präsident Riesco im Norden des Landes um Ausgleich bemüht war, zeigte Chile sich Richtung Süden weiter expansiv und plante die Ausdehnung des Territoriums mit ehrgeizigen Plänen zur Besiedlung der Antarktis.
Kurz vor dem Ende von Riescos Amtszeit erschütterte ein schweres Erdbeben am 16. August 1906 die Region Valparaíso und zerstörte die Stadt und ihr Umland fast vollständig. Die Telegrafenleitungen waren unterbrochen und die Infrastruktur lahmgelegt.
Den Wiederaufbau musste Riescos Nachfolger Pedro Montt Montt bewältigen. Germán Riesco Errázuriz zog sich nach seiner Amtszeit aus dem politischen Leben zurück und starb im Alter von 62 Jahren am 8. Dezember 1916 an einem Herzanfall.
Siehe auch: Geschichte Chiles.